# Levi & Cohen, the Irish Comedians
Levi & Cohen, the Irish Comedians je americký němý film z roku 1903. Režisérem je Billy Bitzer (1872–1944). Film trvá zhruba jednu minutu. Natočen byl v New Yorku 30. června a do amerických kin byl uveden v červenci 1903.

## Děj
Film zachycuje dva židovské herce, jak během skeče ve vaudevillovém divadle nešikovně předvádí „irskou komedii“. Publikum se za to na ně naštve a udělá z nich terč, na který začne házet zeleninu a vejce.